# Tashpolat Tiyip
Tashpolat Tiyip (ujgursky: تاشپولات تېيىپ, čínsky: 塔西甫拉提・特依拜; narozen v prosinci 1958) je čínský geograf ujgurské národnosti, který byl v letech 2010–2017 rektorem Sin-ťiangské univerzity. V tajném procesu byl odsouzen k trestu smrti.

## Životopis
Po ukončení střední školy v roce 1975 byl Tashpolat Tiyip vyzván, aby se připojil k hnutí "Na venkov" a do roku 1977, kdy skončil desetiletý revoluční chaos, pracoval jako traktorista Rudého října na polích v okrese Nilka v prefektuře Ili. Po šesti měsících spoření si mohl koupit ujgursko-čínský slovník a začal se intenzivně učit čínštinu. Přestože byl talentovaný sportovec, rozhodl se být geografem a pomáhat své komunitě tím, že využije vědecké poznatky v oblasti vodního hospodářství a agronomie. V dalším roce se naučil plynně čínsky a roku 1978 složil přijímací zkoušky na katedře geografie na Sin-ťiangské univerzitě kde úspěšně zakončil studia roku 1983. V letech 1988–1992 absolvoval magisterské a doktorské studium na Tokyo University of Science a jako vůbec první Ujgur získal doktorát inženýrství v oboru aplikované geografie. Během čtyřletého studia také zvládl japonštinu a angličtinu. Roku 1993 byl jmenován profesorem na katedře geografie Sin-ťiangské univerzity. V roce 1996 se stal viceprezidentem Sin-ťiangské univerzity a v roce 2010 byl jmenován rektorem Sin-ťiangské univerzity. Zároveň byl místopředsedu komunistické strany na univerzitě. Tiyipova manželka Venira, se kterou žije 36 let a má s ní dceru, je profesorkou informačních technologií. Spolupracovala také na řadě jeho výzkumných projektů.
Od roku 1992 vedl více než 17 národních a mezinárodních výzkumných projektů, publikoval 5 knih a více než 200 odborných článků. Jeho výzkum se zaměřil především na stále rychlejší desertifikaci Sin-ťiangu, na příčiny zvyšující se úrovně zasolení půdy, ničení říční ekologie a zmenšování vodních zdrojů. Navázal úzké vztahy s více než 50 univerzitami ve 20 zemích, včetně Japonska, Francie, Turecka, Kyrgyzstánu, Kazachstánu a Turkmenistánu i s nejlepšími čínskými univerzitami (například Tsinghua University), a vytvořil stipendijní programy pro postgraduální studenty ze Sin-ťiangu na těchto institucích. Na některých výzkumech spolupracoval s folkloristkou Rahile Dawut na propojení vědeckých dat s ujgurskými tradičními ekologickými znalostmi, aby lépe pochopil příčiny a řešení ekologické dezertifikace v Tarimské pánvi.
V listopadu 2008 obdržel Tashpolat Tiyip na francouzské Sorbonně čestný doktorát francouzské École pratique des hautes études za práce v oblasti životního prostředí v suchých oblastech pomocí satelitního dálkového průzkumu.

### Zatčení a odsouzení
V březnu 2017 byl Tashpolat Tiyip zbaven funkce rektora a když cestoval na konferenci v Německu, kde měl navázat spolupráci s německou univerzitou, byl zadržen na pekingském letišti a donucen vrátit se do Urumči. Tam podle jeho bývalého kolegy stopa končí, protože k rodině se už nevrátil. Jeho přátelé a příbuzní byli následně vyslýcháni kvůli obviněním z korupce v jeho okolí.
Po zatčení byl držen v izolaci a tajně souzen na základě obvinění ze separatismu (podle úřadů za "politicky nekorektní myšlení"). Nakonec se rodina dozvěděla, že byl odsouzen za separatismus a dostal trest smrti s podmíněným odkladem na dva roky, ale Čína nikdy nic o jeho případu nepotvrdila. Svědectví poskytla ujgurská výzkumnice žijící v USA pod podmínkou anonymity z obavy o svou rodinu a kolegy v Sin-ťiangu. Přátelé profesora Tiyipa říkají, že kontaktovat jeho blízké v Sin-ťiangu je obtížné a možné pouze pomocí kódových slov, aby se zabránilo varování úřadů, které komunikaci monitorují.
Rodina pana Tiyipa věří, že je stále naživu. Podle jejich sdělení jsou Tashpolat Tiyip a další akademici odsouzení za údajný separatismus používáni jako odstrašující příklady v propagandistických videích promítaných ve vazebních střediscích.
27. prosince 2019 čínské ministerstvo zahraničí potvrdilo, že Tashpolat Tiyip byl vyšetřován pro podezření z korupce a úplatkářství, popřelo, že by byl souzen nebo odsouzen, ale nepodalo žádný důkaz že je dosud naživu.

### Mezinárodní reakce
Vzhledem k tomu, že se přiblížila lhůta podmíněného dvouletého odkladu trestu smrti, se jeho příznivci znovu snaží upozornit na jeho případ. Americká asociace geografů (AAG) vyzvala k jeho propuštění dopisem, který podepsalo více než 1300 akademiků z celého světa. K propuštění pana Tiyipa vyzvala také francouzská univerzita, která mu udělila čestný titul EPHE, a varovala, že se jedná o součást "vlny čínských represí, o kterých v Evropě ví jen málo lidí". Tashpolata Tiyipa se zastal i Evropský parlament ústy Marie Areny, předsedkyně Podvýboru pro lidská práva a obavy o jeho osud vyjadřují i světová média.
Amnesty International v září označila tajný proces za "hrubě nespravedlivý" a vyzvala k naléhavé akci, která by Čínu přiměla k jeho propuštění. Také organizace Scholars at Risk vydala prohlášení, v němž vyzvala Čínu, aby "okamžitě zasáhla", zastavila popravu a "zajistila jeho bezpodmínečné propuštění". Roku 2018 organizace PEN America odsoudila zadržení akademika spolu s několika dalšími ujgurskými spisovateli jako "nehoráznou rezignaci na vládu práva a jasnou ukázku rozsáhlého útoku vlády na ujgurský intelektuální život pod záminkou zabránění 'separatismu'".
"Skutečnost, že několik významných ujgurských intelektuálů zmizelo, aby se po několika měsících znovu objevili, odsouzeni k trestu smrti nebo k doživotnímu vězení, vypovídá vše, co potřebujete vědět o stavu svobody projevu v dnešním Sin-ťiangu," uvedla Summer Lopezová, vrchní ředitelka programů pro svobodu projevu ve sdružení PEN America.